# Списък на телефонни кодове в Калифорния
Това е списък на телефонни кодове в щата Калифорния, САЩ.
209: Стоктън, Мърсед, Модесто, Трейси, Сан Андреас и централна Калифорния
408: Лос Гатос, Милпитас, Сънивейл, Купертино и района на Сан Хосе
415: Саусалито, Сан Рафаел, Новато, Сан Куентин, Сан Франциско и Район на Санфранциския залив
510: Районите на Хейуърд, Бъркли, Оукланд, Ричмънд и Фримонт
650: Бърлингейм, Сан Матео, Пало Алто, Редуд Сити, Менло Парк, Маунтин Вю и южни предградия на Сан Франциско
707: Санта Роза, Форт Браг, Юрика и северозападна Калифорния
831: Салинас, Холистър, Монтерей, Санта Круз и централнозападна крайбрежна Калифорния
916: Района на Сакраменто
925: Районите на Плезантън, Мартинес, Конкорд, Ливърмор, Уолнът Крийк и Дъблин